# Sing Again
Sing Again is een televisieprogramma dat sinds 3 mei 2024 wordt uitgezonden op VTM. Het programma wordt gepresenteerd door Koen Wauters en Julie Van den Steen. Zangers en zangeressen die de afgelopen 35 jaar bij VTM hebben deelgenomen aan een talentenjacht kunnen opnieuw hun kans wagen. Marjolein Acke, bekend van haar deelname aan Belgium's Got Talent, won Sing Again.

## Opzet
Kandidaten uit verschillende talentenjachten (Idool, Belgium's Got Talent, X Factor, The Voice van Vlaanderen, De Soundmixshow, The Voice Kids, Star Academy …) kunnen opnieuw hun kans wagen. Als ze zes A's krijgen van de jury, zijn ze rechtstreeks geselecteerd naar de halve finale. Krijgen ze vier of vijf A's, dan komen ze terug in De Song Clash waarbij het publiek beslist wie door mag naar de halve finale.
| Afl. | Uitzenddatum | Kijkcijfers | Jurysamenstelling | Jurysamenstelling | Jurysamenstelling | Jurysamenstelling | Jurysamenstelling | Gastjurylid  |
| ---- | ------------ | ----------- | ----------------- | ----------------- | ----------------- | ----------------- | ----------------- | ------------ |
| 1    | 3 mei 2024   | 917.141     | Karen Damen       | Aaron Blommaert   | Nina De Man       | Hadise            | Stan Van Samang   | Natalia      |
| 2    | 10 mei 2024  | 700.152     | Karen Damen       | Aaron Blommaert   | Nina De Man       | Hadise            | Stan Van Samang   | Gustaph      |
| 3    | 17 mei 2024  | 746.857     | Karen Damen       | Aaron Blommaert   | Nina De Man       | Hadise            | Stan Van Samang   | Laura Tesoro |
| 4    | 24 mei 2024  | 712.725     | Karen Damen       | Aaron Blommaert   | Nina De Man       | Hadise            | Stan Van Samang   | Mentissa     |

### Jury
De jury bestaat uit Karen Damen, Aaron Blommaert, Nina De Man, Hadise en Stan Van Samang. Elke aflevering is een er een gastjurylid dat zich bij het panel voegt.

### Kandidaten
Aangekondigde deelnemers aan Sing Again zijn onder anderen: Sarah De Koster (Soundmixshow), Glenn Claes (winnaar seizoen 1 The Voice van Vlaanderen), Youssri Mejdoubi (Belgium's Got Talent), Pim Symoens (Star Academy), Lola Obasuyi (The Voice van Vlaanderen) en Luka Cruysberghs (The Voice van Vlaanderen en voormalig frontzangeres Hooverphonic).

## Overzicht

### Aflevering 1
|    |                      |                            |                              | Aantal A's | Aantal A's | Aantal A's | Aantal A's | Aantal A's | Aantal A's |                   |
| Nr | Naam                 | Bekend van talentenjacht … | Lied                         | Karen      | Aaron      | Hadise     | Stan       | Nina       | Natalia    | Resultaat         |
| -- | -------------------- | -------------------------- | ---------------------------- | ---------- | ---------- | ---------- | ---------- | ---------- | ---------- | ----------------- |
| 1  | Esther Sels          | Soundmixshow, Idool        | Fallin'                      | A          | A          | A          | A          | A          | A          | Naar halve finale |
| 2  | Bert Voordeckers     | The Voice van Vlaanderen   | Girl, You'll Be a Woman Soon | A          | A          | A          | A          | A          | A          | Naar halve finale |
| 3  | Noa Neal             | K2 zoekt K3                | MaMaSé!                      | A          | A          |            | A          | A          | A          | Naar Song Clash   |
| 4  | Joeri Fransen        | Idool                      | If I Had A Rocket Launcher   | A          | A          | A          | A          |            | A          | Naar Song Clash   |
| 5  | Marjolein Acke       | Belgium's Got Talent       | Nella Fantasia               | A          | A          | A          | A          | A          | A          | Naar halve finale |
| 6  | Luka Cruysberghs     | The Voice van Vlaanderen   | Sweet Dreams                 | A          | A          | A          | A          | A          | A          | Naar halve finale |
| 7  | Abdou El Haouari     | X Factor                   | Fresh                        | A          | A          | A          | A          |            | A          | Naar Song Clash   |
| 8  | Pim Symoens          | Star Academy               | Everlasting Love             |            | A          |            | A          |            |            | Afgevallen        |
| 9  | Bianca Boets         | Soundmixshow               | Tomorrow                     | A          | A          |            | A          | A          |            | Naar Song Clash   |
| 10 | Michael Lanzo        | Belgium's Got Talent       | You Raise Me Up              | A          | A          |            |            | A          |            | Afgevallen        |
| 11 | Chris Morton         | Idool                      | Hello                        | A          | A          | A          | A          | A          | A          | Naar halve finale |
| 12 | Katerine Avgoustakis | Star Academy               | I'll Be There                | A          | A          | A          | A          |            |            | Naar Song Clash   |

Lester Williams was in een videoboodschap te zien voor zijn oude zangcollega Abdou. Xandee sprak een boodschap in en was aanwezig voor haar zus Bianca.

### Aflevering 2
|    |                  |                            |                       | Aantal A's | Aantal A's | Aantal A's | Aantal A's | Aantal A's | Aantal A's |                   |
| Nr | Naam             | Bekend van talentenjacht … | Lied                  | Karen      | Aaron      | Hadise     | Stan       | Nina       | Gustaph    | Resultaat         |
| -- | ---------------- | -------------------------- | --------------------- | ---------- | ---------- | ---------- | ---------- | ---------- | ---------- | ----------------- |
| 1  | Lola Obasuyi     | The Voice van Vlaanderen   | Hold Back the River   | A          | A          | A          | A          | A          | A          | Naar halve finale |
| 2  | Youssri Mejdoubi | Belgium's Got Talent       | Geen verwijt          | A          | A          |            |            | A          |            | Afgevallen        |
| 3  | Sarah De Koster  | Soundmixshow               | You Oughta Know       | A          | A          | A          | A          | A          | A          | Naar halve finale |
| 4  | Jelle van Dael   | Let's Go Lasgo             | Something             | A          | A          | A          | A          | A          | A          | Naar halve finale |
| 5  | Seppe Herreman   | Belgium's Got Talent       | Lady Marmalade        | A          | A          | A          | A          | A          | A          | Naar halve finale |
| 6  | Dean Delannoit   | Idool                      | Great Balls of Fire   | A          | A          |            | A          | A          | A          | Naar Song Clash   |
| 7  | Sandra De Maayer | Soundmixshow               | Blanket on the Ground | A          | A          |            | A          |            |            | Afgevallen        |
| 8  | Justin Degryse   | The Voice Kids             | Lovely                | A          | A          | A          | A          | A          | A          | Naar halve finale |
| 9  | Glenn Claes      | The Voice van Vlaanderen   | I Shot the Sheriff    | A          | A          |            | A          | A          | A          | Naar Song Clash   |
| 10 | Lauren De Ruyck  | K3 zoekt K3                | Je hebt een vriend    | A          | A          |            | A          |            | A          | Naar Song Clash   |

Jonach was in een videoboodschap te zien voor zijn oude zangcollega Youssri.

### Song Clash
In de Song Clash brengen de 8 kandidaten, opgedeeld in 2 groepen van 4, telkens 2 korte stukjes uit liedjes. Het publiek in de zaal kiest 2 kandidaten die verder gaan naar de volgende ronde.
| Nr | Naam                 | Bekend van talentenjacht … | Resultaat         |
| -- | -------------------- | -------------------------- | ----------------- |
| 1  | Joeri Fransen        | Idool                      | Afgevallen        |
| 2  | Bianca Boets         | Soundmixshow               | Afgevallen        |
| 3  | Abdou El Haouari     | X Factor                   | Afgevallen        |
| 4  | Dean Delannoit       | Idool                      | Naar halve finale |
| 5  | Katerine Avgoustakis | Star Academy               | Afgevallen        |
| 6  | Glenn Claes          | The Voice van Vlaanderen   | Afgevallen        |
| 7  | Noa Neal             | K2 zoekt K3                | Afgevallen        |
| 8  | Lauren De Ruyck      | K3 zoekt K3                | Naar halve finale |

### Halve finale
In de halve finale zingen de overgebleven 12 kandidaten tegen en met elkaar. In de eerste ronde van de halve finale namen telkens 2 duo's het tegen elkaar op. De jury beliste welke duo ze graag doorstuurden door de A in hun duokleur te laten oplichten. De 3 duo's die niet doorgingen naar de finale, moesten het eerst tegen elkaar opnemen. Van elke duo kon nog 1 persoon naar de finale. Laura Tesoro sloot aan bij het panel als gastjurylid.

#### Duo Battle
|        |       |                  |                  |                              |       |                |                 |                                 | Aantal A's | Aantal A's | Aantal A's | Aantal A's | Aantal A's | Aantal A's |                                |
| Battle | Kleur | Duo 1            | Duo 1            | Lied                         | Kleur | Duo 2          | Duo 2           | Lied                            | Karen      | Aaron      | Hadise     | Stan       | Nina       | Laura      | Uitkomst                       |
| ------ | ----- | ---------------- | ---------------- | ---------------------------- | ----- | -------------- | --------------- | ------------------------------- | ---------- | ---------- | ---------- | ---------- | ---------- | ---------- | ------------------------------ |
| 1      | ROOD  | Luka Cruysberghs | Justin Degryse   | Habibi / Tattoo              | BLAUW | Dean Delannoit | Lauren De Ruyck | Zombie / I Don't Mean a Thing   | ROOD       | BLAUW      | ROOD       | ROOD       | BLAUW      | ROOD       | Duo 1 gaat door naar de finale |
| 2      | PAARS | Esther Sels      | Bert Voordeckers | A Whole New World / Sex Bomb | GEEL  | Lola Obasuyi   | Sarah De Koster | I Can't Make You Love Me / Kids | GEEL       | PAARS      | PAARS      | GEEL       | PAARS      | PAARS      | Duo 1 gaat door naar de finale |
| 3      | GROEN | Marjolein Acke   | Chris Morton     | If I Needed You / Barcelona  | ROZE  | Jelle van Dael | Seppe Herreman  | You Say / Unholy                | GROEN      | ROZE       | ROZE       | GROEN      | GROEN      | GROEN      | Duo 1 gaat door naar de finale |

#### Ronde 2
| Kleur | Battle         | Battle          | Lied              | Uitkomst                       |
| ----- | -------------- | --------------- | ----------------- | ------------------------------ |
| BLAUW | Dean Delannoit | Lauren De Ruyck | Mercy             | Dean gaat door naar de finale  |
| GEEL  | Lola Obasuyi   | Sarah De Koster | Somebody to Love  | Lola gaat door naar de finale  |
| ROZE  | Jelle van Dael | Seppe Herreman  | Dancing on My Own | Seppe gaat door naar de finale |

### Finale
9 kandidaten nemen het op tegen elkaar in de finale van Sing Again. 1 iemand wint de titel en 10.000,00 euro.
In de finale worden de overgebleven 9 kandidaten eerst opgedeeld in 3 groepen van 3 deelnemers. Van elke groep gaat er 1 door naar de ultieme finale. Van de overige 6 kan nog 1 kandidaat een ticket verdienen voor de ultieme finale in de Song Clash. 
In de eerste trio battles koos elk jurylid zijn of haar favoriete kandidaat. Deze ging door naar de ultieme finale.
| Battle | Trio 1   | Trio 1           | Trio 1 | Trio 1           | Trio 1   | Trio 1         | Lied                               | Karen | Aaron | Hadise | Stan  | Nina   | Mentissa | Uitkomst                          |
| ------ | -------- | ---------------- | ------ | ---------------- | -------- | -------------- | ---------------------------------- | ----- | ----- | ------ | ----- | ------ | -------- | --------------------------------- |
| 1      | Onbekend | Esther Sels      | ORANJE | Bert Voordeckers | GEEL     | Seppe Herreman | One Way or Another (Teenage Kicks) | GEEL  | GEEL  | GEEL   | GEEL  | ORANJE | GEEL     | Seppe gaat naar de ultieme finale |
| 2      | ROZE     | Lola Obasuyi     | ROOD   | Dean Delannoit   | PAARS    | Marjolein Acke | Symphony                           | PAARS | ROOD  | ROZE   | ROZE  | ROZE   | ROZE     | Lola gaat naar de ultieme finale  |
| 3      | BLAUW    | Luka Cruysberghs | GROEN  | Justin Degryse   | Onbekend | Chris Morton   | Since U Been Gone                  | GROEN | BLAUW | BLAUW  | BLAUW | BLAUW  | BLAUW    | Luka gaat naar de ultieme finale  |

#### Song Clash
In de ultieme finale beslist het publiek welke kandidaat nog naar de ultieme finale mag.
| Nr | Naam             | Bekend van talentenjacht … | Uitkomst                    |
| -- | ---------------- | -------------------------- | --------------------------- |
| 1  | Chris Morton     | Idool                      | Afgevallen                  |
| 2  | Dean Delannoit   | Idool                      | Afgevallen                  |
| 3  | Justin Degryse   | The Voice Kids             | Afgevallen                  |
| 4  | Marjolein Acke   | Belgium's Got Talent       | Gaat naar de ultieme finale |
| 5  | Esther Sels      | Soundmixshow, Idool        | Afgevallen                  |
| 6  | Bert Voordeckers | The Voice van Vlaanderen   | Afgevallen                  |

#### Ultieme finale
In de ultieme finale beslist het publiek welke kandidaat de winnaar is van Sing Again.
| Kandidaat        | Lied                        | Uitkomst   |
| ---------------- | --------------------------- | ---------- |
| Seppe Herreman   | The Show Must Go On         | Finalisten |
| Lola Obasuyi     | Always Remember Us This Way | Finalisten |
| Luka Cruysberghs | Lay All Your Love on Me     | Finalisten |
| Marjolein Acke   | O mio babbino caro          | Winnares   |